# AFC DWS/A in het seizoen 1958/59
Het seizoen 1958/1959 was het vijfde jaar in het bestaan van de Amsterdamse betaaldvoetbalclub DWS/A. De club kwam uit in de Eredivisie en eindigde daarin op de 15e plaats. Tevens deed de club mee aan het toernooi om de KNVB Beker, hierin werd in de tweede ronde verloren van De Volewijckers (1–2).

## Wedstrijdstatistieken

### Eredivisie
|       | ADO   | Ajax  | Blauw-Wit | DOS   | Elinkwijk | Sportclub Enschede | Feijenoord | Fortuna '54 | MVV   | NAC   | NOAD  | PSV   | Rapid JC | SHS   | Sparta | VVV   | Willem II |
| ----- | ----- | ----- | --------- | ----- | --------- | ------------------ | ---------- | ----------- | ----- | ----- | ----- | ----- | -------- | ----- | ------ | ----- | --------- |
| Thuis | 2 – 1 | 1 – 2 | 1 – 1     | 0 – 1 | 0 – 2     | 6 – 3              | 0 – 5      | 0 – 2       | 1 – 1 | 3 – 5 | 2 – 1 | 2 – 2 | 2 – 0    | 2 – 1 | 0 – 4  | 0 – 0 | 4 – 1     |
| Uit   | 4 – 4 | 0 – 1 | 1 – 3     | 9 – 0 | 3 – 3     | 3 – 2              | 0 – 0      | 2 – 1       | 4 – 2 | 1 – 1 | 2 – 2 | 4 – 1 | 1 – 0    | 3 – 2 | 2 – 2  | 6 – 2 | 3 – 1     |

### KNVB Beker
| 1e ronde                                                      | DCG                                | 0 – 2 (0 – 1) | DWS/A                            |
| 19 april 1959 Plaats: Amsterdam Sportterrein aan de Velserweg |                                    |               | Arie de Oude Theo van Doorneveld |
| 2e ronde                                                      | De Volewijckers                    | 2 – 1 (1 – 0) | DWS/A                            |
| 30 april 1959 Plaats: Amsterdam Mosveld                       | Wout Schaft 8' Hassie van Wijk 70' |               | 70' Arie de Oude                 |

## Statistieken DWS/A 1958/1959

### Eindstand DWS/A in de Nederlandse Eredivisie 1958 / 1959
| Stand | Gespeeld | Gewonnen | Gelijk | Verloren | Punten | Doelpunten voor | Doelpunten tegen |
| ----- | -------- | -------- | ------ | -------- | ------ | --------------- | ---------------- |
| 15e   | 34       | 8        | 10     | 16       | 26     | 54              | 80               |

### Topscorers
| #                 | Naam                | Goal |
| ----------------- | ------------------- | ---- |
| 1.                | Arie de Oude        | 13   |
| 2.                | Cees Kick           | 7    |
| 2.                | Dick Schenkel       | 7    |
| 4.                | Theo van Doorneveld | 6    |
| 5.                | Jan Klein           | 5    |
| 5.                | Jos Vonhof          | 5    |
| 7.                | Herman Koot         | 4    |
| 8.                | Dick Hollander      | 2    |
| 8.                | Klaas Smit          | 2    |
| 8.                | Hannie Tolmeijer    | 2    |
| Onbekend doelpunt |                     |      |
| –                 | Onbekend            | 1    |
| Totaal            | Totaal              | 54   |

| #      | Naam                | Goal |
| ------ | ------------------- | ---- |
| 1.     | Arie de Oude        | 2    |
| 2.     | Theo van Doorneveld | 1    |
| Totaal | Totaal              | 3    |

## Voetnoten
ADO ·
Ajax ·
Blauw-Wit ·
DOS ·
DWS/A ·
Elinkwijk ·
Sportclub Enschede ·
Feijenoord ·
Fortuna '54 ·
MVV ·
NAC ·
NOAD ·
PSV ·
Rapid JC ·
SHS ·
Sparta ·
VVV ·
Willem II